# John Galliano
Pour les articles homonymes, voir Galliano.
John Galliano, né le 28 novembre 1960 à Gibraltar, est un styliste britannique, créateur de haute couture.
Habitué de la provocation et du scandale, John Galliano a été, durant plus d'une décennie, directeur artistique de Dior, marquant le milieu de la mode par ses défilés, ce qui lui vaudra, toute sa carrière, le surnom de « surdoué de la mode ». En 2011, sa carrière connaît un brusque coup d'arrêt, à la suite de propos racistes et antisémites tenus sous l'emprise de l'alcool. Après une période de retrait et une thérapie, il revient dans le monde de la mode à partir de 2013, collaborant avec le couturier Oscar de la Renta. En octobre 2014, il est nommé directeur artistique de Maison Margiela ; en juillet 2024, il annonce son départ.

## Enfance et formation
Son père, John Joseph Galliano, est un Anglais d'origine italienne qui était plombier de profession ; sa mère, Anita Guillen, est espagnole, amatrice de vêtements et de flamenco. Il a deux sœurs plus âgées, Rosamaria et Immaculada. John Galliano a déclaré, dans des interviews, s'appeler à l'état-civil « Juan Carlos Antonio Galliano-Guillen » ; le Sunday Times, ayant pu consulter en 2011 son acte de naissance, a indiqué qu'il était bien né sous le nom de « John Charles Galliano ».
John Galliano et sa famille s'installent à Battersea en 1966. C'est alors un faubourg pauvre de la banlieue sud de Londres, avec une population très cosmopolite, habité par des familles africaines, asiatiques et indiennes, ce qui fut pour lui « une source d'enrichissement culturel fantastique »,.
Il entre en 1981 pour trois ans à Central Saint Martins de Londres une célèbre école de stylisme. Parallèlement, il travaille comme habilleur au National Theatre de Londres. Cette expérience va lui donner l'envie de s'appuyer sur la théâtralité pour mettre en valeur son travail. En troisième année, il suit les cours de mode et, en 1984, son défilé de fin d'études, Les Incroyables, inspiré de la France révolutionnaire, lui permet une outrance stylistique qui marque alors les esprits, lui permettant d'obtenir son diplôme avec une mention très bien. Les huit tenues incroyables et merveilleuses, toutes en organdi et en volants, sont présentées dans les vitrines du prestigieux magasin Browns dans lequel il va travailler comme assistant vendeur de ses propres créations. Sa première vente est un manteau à Diana Ross.

## Carrière

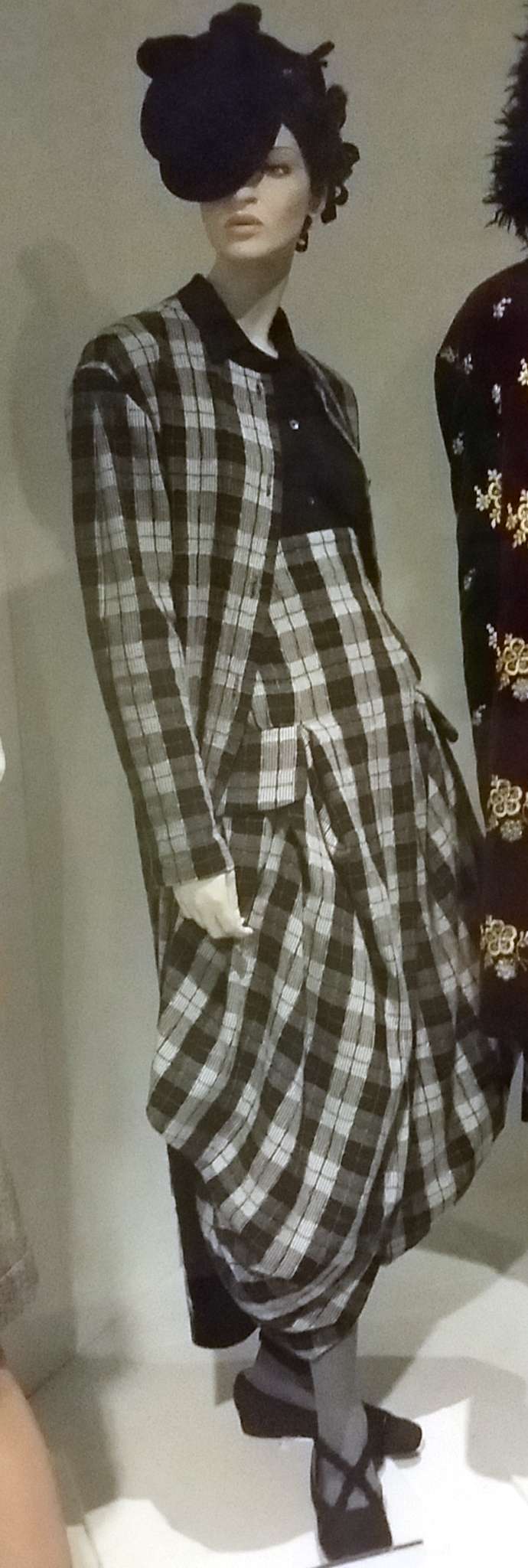
Ensemble John Galliano. Tenue de l'année 1987.

Dès son diplôme obtenu, John Galliano lance sa propre griffe en 1984. Sa première collection, Afghanistan Repudiates Western Ideals, associe les techniques traditionnelles des tailleurs aux formes et aux tissus orientaux. Il crée ainsi plusieurs collections, à Londres, mais elles obtiennent seulement un succès d'estime, car les industriels, persuadés que ses créations ne peuvent pas être réalisées dans le cadre du prêt-à-porter, ne veulent pas le suivre. Cependant, en 1987, il obtient le prix du Créateur britannique de l'année (en). Entre-temps, il est assistant du tailleur Tommy Nutter.
À Londres, il se lie d'amitié avec Fayçal Amor, qui vient de fonder sa propre maison à Paris, Plein Sud. Galliano s'installe à Paris aussi. Il crée sa première collection avec le soutien de Plein Sud, dans les locaux de l’entreprise, sans payer de loyer,.
En 1990, il présente sa première collection à Paris. Le défilé a été un grand succès critique, mais pas un succès commercial. Ses finances sont au plus bas. Amanda Harlech sa collaboratrice se souvient de la nuit qui a précédé son premier défilé parisien : « Nous étions frigorifiés, affamés et sans un sou en poche ». Sans argent, Galliano a manqué une saison de défilés de mode et voulait retourner à Londres. Il reçoit ponctuellement le soutien d'Alaïa. Enfin André Leon Talley et Anna Wintour de Vogue américain se sont intéressés par sa carrière. En 1993 à l'invitation de Wintour, il était à New York, où il a été présenté aux financiers intéressés par la nouvelle entreprise: il a reçu 50 000 $ de John Bult et Mark Rice par l'intermédiaire de la banque d'investissement Paine Webber (en), cela lui a permis de rester à Paris et de continuer l'entreprise. Talley et Wintour sont présenté Galliano à mécène São Schlumberger (en) qui a mis gratuitement à disposition pour le deuxième défilé son hôtel particulier parisien.
Dans son studio de la Bastille, il commence à avoir quelques clientes très médiatisées qui le font vivre comme Madonna ou Papa Wemba qui va jusqu'à le citer dans ses titres.
Grand technicien, perfectionniste, John Galliano a une passion pour le travail du biais, très présent dans ses collections de l'été 1993 et de l'été 1994 : « Une technique pas commode. Pourtant, une robe en biais, c'est la volupté même ; c'est comme nager dans une mer d'huile ! » C'est en admirant les robes de Madeleine Vionnet que ce technicien curieux et passionné en est venu au biais. L'influence de Poiret se fera également sentir dans ses créations quelques années plus tard, et comme Vivienne Westwood, il fera le lien entre la mode d'autrefois, certaines périodes historiques, et son époque.

### Les années LVMH
Souvent qualifié de « génie »,, il veut donner une nouvelle dynamique à la maison Dior. Bernard Arnault, qui a pris la tête de LVMH depuis 1987, le nomme, en 1995 chez Givenchy, « directeur de la création du Prêt-à-porter et de la Haute-couture » et, en 1996 chez Christian Dior, « directeur de la création de la Haute-couture et du Prêt-à-porter féminin », sur les conseils d'Anna Wintour. Il succède à Gianfranco Ferré. Pour l'inauguration de l'exposition des 50 ans de la marque Dior au Metropolitan Museum of Art de New York fin 1996, la princesse Diana porte l'une des toutes premières robes signée par Galliano chez Dior. Remarquée, celle-ci va marquer le début d'un tournant de la Maison.

### La consécration chez Dior

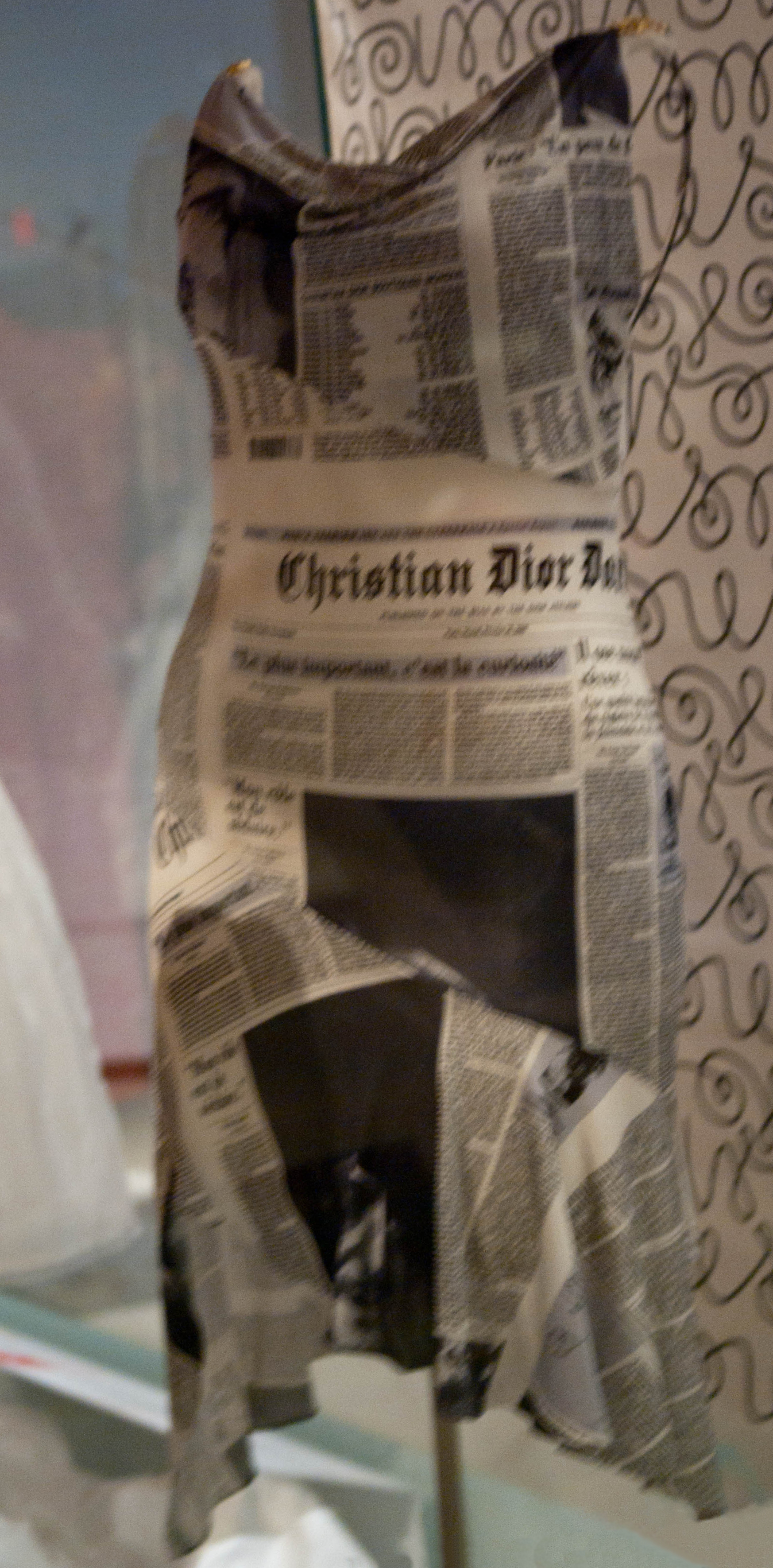
Robe Newspaper John Galliano pour Christian Dior, collection prêt-à-porter printemps/été 2000. Un exemplaire a été porté à deux reprises par Carrie Bradshaw.

En novembre 1999, il devient directeur artistique de l'ensemble des lignes féminines de Dior et prend en charge la responsabilité de l'image globale de la griffe, communication incluse : il contrôle tout et valorise le patrimoine historique de la marque en piochant dans les archives de la maison,. En 2001, il ajoute à ses responsabilités celle de l'image des parfums Dior. C'est à cette époque qu'il est médiatisé comme icône de la mode. Il dit ne pas vouloir être le fournisseur du tout show-business, mais avoir une relation privilégiée avec seulement quelques célébrités bien choisies capables en devenant des icônes de la mode de propulser Dior au rang de la marque la plus « hype » du monde. Année après année, il opère des changements d'image dans la Maison détenue par Bernard Arnault, qui commente : « Lorsque je suis arrivé chez Dior, c'étaient les mères qui y amenaient leurs filles ; à présent, c'est l'inverse. »
Les collections, où chaque défilé « extravagant » est présenté comme une histoire, un voyage raconté par le couturier « provocateur », s'enchainent : collection « Massaï » pour l'automne-hiver 1997 ; pour la collection printemps-été 2000, avec son défilé dit « Clochards », il veut rendre un hommage luxueux et romantique « à l'ingéniosité que déploient les déshérités pour se vêtir ». Ce défilé a profondément marqué les annales de la mode : il a créé un style sans équivoque, que l’on va bientôt surnommer « porno chic » et qui a révolté plus d’une fidèle de la marque. Le Financial Times dit alors de lui que c'est « l'homme le plus envié à Paris ».
En 2003, il ouvre sa propre boutique John Galliano, rue Saint-Honoré à Paris, dans la maison où se trouvait autrefois le célèbre salon de Madame de Tencin, reconfigurée par l'architecte Jean-Michel Wilmotte et lance sa collection hommes, puis lingerie, accessoires, enfants… tout en continuant ses activités chez Dior au siège de l'avenue Montaigne. Il reprend en main Baby Dior, la ligne enfants, la rapprochant des collections féminines.
L'année suivante, le « créateur le plus influent de sa génération » selon le Time présente la collection « Égypte » (en) avec ses dorures : c'est un « spectaculaire » défilé. Sa collection printemps-été 2006 est portée lors du défilé par des nains et des géants, des gros et des minces, des jeunes et des vieux, des beaux et des laids. Une lettre manifeste revendiquant « le droit à la mode pour tous » parce que « tout le monde est beau » est posée sur chaque chaise. En avril 2007, Steven Robinson, ami et collaborateur du couturier, meurt, suivi en juillet d'Isabella Blow, : Galliano commence alors une lente descente qui atteindra son paroxysme en 2011. Les défilés haute couture, durant lesquels il réinterprète l'histoire de la mode, continuent pourtant de marquer : la collection printemps-été 2007 qui s'inspire de l'opéra Madame Butterfly et du Japon, automne-hiver 2007-2008 pour les 60 ans de la Maison au château de Versailles, automne-hiver 2009-2010, où Galliano retourne aux fondamentaux du couturier Christian Dior des années 1950, allant à l'essentiel et utilisant des tissus habituellement réservés à la lingerie, la collection printemps-été 2011 un hommage aux silhouettes de René Gruau,… Sidney Toledano souligne que lors du « défilé haute couture, c'est aussi le moment où John est à son maximum. Il est en figure libre. »
En une quinzaine d'années, grande longévité à ce poste de directeur artistique, Dior multiplie ses ventes par quatre et le nombre de ses boutiques par dix : « Galliano a réinventé Dior ».

### Les scandales racistes et leurs conséquences
En février 2011, John Galliano est interpellé dans le 3e arrondissement de Paris, à la suite de la plainte d'un couple qui l'accuse d'avoir proféré à leur encontre, à la terrasse d'un café, des injures antisémites et racistes (respectivement « sale tête de juive » et « putain de bâtard asiatique »). Le couturier, qui avait jusque-là fait l'objet d'un soutien constant de la part de Dior, est suspendu de ses fonctions par l'entreprise en attendant la fin de l'enquête, ; Bill Gaytten, son bras droit, assure la transition. Galliano porte plainte en diffamation. Le surlendemain, une femme dépose plainte contre le créateur, pour des faits similaires qui se seraient déroulés en octobre 2010. The Sun publie ensuite une vidéo, tournée en décembre 2010 où l'on voit Galliano, visiblement dans un état d'ébriété avancée, prendre à partie des personnes à une terrasse de café et s'écrier, en anglais, « J'adore Hitler ! Les gens comme vous devraient être morts ! », ajoutant que la famille de ses interlocuteurs aurait dû être « gazée »,,.
John Galliano présente des excuses, mais l'entreprise Dior annonce néanmoins en mars 2011 qu'elle va engager une procédure de licenciement à l'encontre de son directeur artistique. Dans les milieux de la mode, certaines personnalités condamnent John Galliano tandis que d'autres prennent sa défense en évoquant ses problèmes personnels,.
À son procès, John Galliano déclare que son comportement a été causé par son état de profonde détresse, à la suite des décès successifs de son père en 2006 et de son ami Steven Robinson en 2007, ; il précise souffrir d'une « triple addiction » à l'alcool, aux somnifères et au valium. L'avocat du couturier déclare que son client était alors « malade », ses addictions l'ayant réduit à un état d'« abandon total » dans lequel il n'avait plus aucune conscience de ses propos,.
Le 8 septembre 2011, John Galliano est condamné pour « injures publiques, » à 6 000 euros d'amende avec sursis. Il est condamné pour avoir eu des propos antisémites[réf. nécessaire]. Il doit également verser 1 euro symbolique de dommages et intérêts aux victimes, et rembourser les frais de justice des associations parties civiles. Il ne fait pas appel. À la suite de cette condamnation, John Galliano se voit retirer sa Légion d'honneur,,. Quelques mois plus tard, il est remplacé chez Dior par Raf Simons.

### Retour à la création
En janvier 2013, afin d'entamer sa réinsertion dans le milieu de la mode, John Galliano effectue trois semaines de stage chez Oscar de la Renta. En mai 2014, il est nommé directeur artistique de L'Étoile (ru), première chaîne de cosmétiques russe. Le mois suivant, il revient dans Le Point sur sa « descente aux enfers » et sur la logique d'autodestruction qui l'avait conduit à tenir des propos « horribles », en commettant une forme de « suicide professionnel » pour échapper aux pressions. Le couturier dit avoir suivi depuis une thérapie, qui lui a permis de se reconstruire,.
En septembre de la même année, il accorde une interview à Canal+, au cours de laquelle il réaffirme n'être ni antisémite ni raciste, revendique une complète sobriété depuis une cure de désintoxication, et annonce plusieurs nouveaux projets. Début octobre 2014, il devient le directeur de la création de la Maison Margiela,.
En juin 2018, il lance son premier podcast, des épisodes audio d'une dizaine de minutes où il partage ses inspirations, des souvenirs de carrière ou encore ses techniques de confection signature.
En 2024, il quitte la Maison Margiela après dix années de collaboration.

## Distinctions et récompenses
- Il est élu British Designer of the Year (en) en 1987, 1994 et 1995. En 1997, il partage son prix avec Alexander McQueen, son successeur chez Givenchy.
- Il reçoit en 1997 le prix international du Conseil des créateurs de mode américains.
- Commandeur de l'Ordre de l'Empire Britannique en 2001[62]
- Royal Designers for Industry en 2002[63]
- Globes de Cristal 2007 : meilleur créateur de mode[63]
- Il est  nommé chevalier de la Légion d'honneur en date du 1er janvier 2009[64]. Cette distinction lui est retirée par décret du 20 août 2012[65].